# Asplenium petiolulatum
Asplenium petiolulatum là một loài thực vật có mạch trong họ Aspleniaceae. Loài này được Mett. miêu tả khoa học đầu tiên năm 1868.